# Kenneth C. Davis
Kenneth C. Davis (* 1954 in Mount Vernon, USA) ist ein US-amerikanischer Historiker und Autor. Er wurde bekannt durch die Bücher- und Artikelserien Don’t know much about….

## Werke
- Was dachte sich Gott, als er den Menschen erschuf? Alles, was Sie über die Bibel wissen sollten, aber nie erfahren haben, Bastei Lübbe Stars, Bergisch Gladbach, 2003, ISBN 3-89996-028-9
- Woher kommt der Mann im Mond? Alles, was Sie über das Universum wissen sollten, aber nie gelernt haben, Bastei Lübbe Stars, Bergisch Gladbach, 2005, ISBN 3-89996-354-7
- Wieso fliesst der Nil bergauf? Alles, was Sie über die Welt wissen sollten, aber nie gelernt haben, Bastei Lübbe Stars, Bergisch Gladbach, 2007, ISBN 3-404-77215-6
- Wo hat Prometheus das Feuer versteckt? Alles, was Sie über die Mythen der Welt wissen sollten, Bastei Lübbe Stars, Bergisch Gladbach, 2008, ISBN 3-404-60603-5